# طرخشقون كوري
طرخشقون كوري (الاسم العلمي:Taraxacum coreanum) هو نوع من النباتات يتبع جنس الطرخشقون من الفصيلة النجمية.